# Kamrar (Iowa)
Kamrar est une ville du comté de Hamilton, en Iowa, aux États-Unis. Elle est fondée en 1881 et incorporée le 6 juin 1896.

## Source de la traduction
- (en) Cet article est partiellement ou en totalité issu de l’article de Wikipédia en anglais intitulé « Kamrar, Iowa » (voir la liste des auteurs).